# Грег Лумис
Грег Лумис (на английски: Gregg Loomis) е американски писател на бестселъри в жанра исторически и съвременен трилър.

## Биография и творчество
Кенън Грег Лумис е роден през 1961 г. в Атланта, САЩ.
Работил е като автомобилен състезател и е лицензиран пилот от гражданската авиация. Обиколил е много места в Европа и Карибския басейн. Учи търговско право в Университет Емори и от 2007 г. се специализира като адвокат по търговски спорове.
Заедно с работата си опитва да пише. Първият му роман „Voodoo Fury“ е публикуван през 1991 г. без особен успех.
През 2005 г. е публикуван първия му исторически трилър „Тайната на Пегас“ от поредицата „Ланг Райли“. Книгата става международен бестселър и го прави известен писател.
През 2007 г. писателят стартира втората си поредица „Джейсън Питърс / NARCOM“ с романа „Gates of Hades“ (Портите на Ада).
Грег Лумис живее със семейството си в Атланта.

## Произведения

### Самостоятелни романи
- Voodoo Fury (1991)

### Серия „Ланг Райли“ (Lang Reilly)
1. Тайната на Пегас, The Pegasus Secret (2005)
2. The Julian Secret (2006)
3. The Sinai Secret (2008)
4. The Coptic Secret (2009)
5. Тайната на Бонапарт, The Bonaparte Secret (2010)
6. Тайната на катарите, The Cathar Secret (2012)
7. The Poison Secret (2015)

### Серия „Джейсън Питърс / NARCOM“ (Jason Peters / NARCOM)
1. Gates of Hades (2007)
2. Hot Ice (2012)
3. The First Casualty (2013)

### Новели
- U-110 (2012)